# ژانت باتی
ژانت باتی (فرانسوی: Jeannette Batti‎؛ ۱۹۲۱ – ۲۰۱۱) هنرپیشه اهل فرانسه بود.
از فیلم‌ها یا برنامه‌های تلویزیونی که وی در آنها نقش داشته‌است می‌توان به پاریس همیشه پاریس است، سه ملوان و بابانوئل یک آشغال است اشاره کرد.